# ペギー・スーの結婚
『ペギー・スーの結婚』（ペギー・スーのけっこん、Peggy Sue Got Married）は、1986年のアメリカ合衆国のファンタジー・ロマンティック・コメディ映画。監督はフランシス・フォード・コッポラ、出演はキャスリーン・ターナーとニコラス・ケイジなど。

## 概要
夫との離婚を決意した中年女性が卒倒を切っ掛けに高校時代に帰り、己が人生を見つめ直してゆくさまを描くドラマ。
主演を務めたキャスリーン・ターナーは、本作での演技が認められ第59回アカデミー賞で主演女優賞にノミネートされた。
タイトルは、オープニングで流れるバディ・ホリーの楽曲「Peggy Sue Got Married」が由来である。

## あらすじ
1985年のこと。ペギー・スー・ボウデルは、高校時代から恋人だった夫チャーリーとではなく、娘のベスと一緒に卒業25周年の高校の同窓会に出席する。ペギー・スーが妊娠したことから、ペギー・スーとチャーリーは卒業後すぐに結婚していたのだが、チャーリーの不貞が原因で最近、別居を始めた。
同窓会で、ペギーは高校時代の女友達であるマディとキャロルと再会する。そこへチャーリーが思いがけなく現れるが、ペッギー・スーは彼を無視する。そして壇上の司会者が「同窓会のキングとクイーン」を発表する。キングに選出されたリチャード・ノーヴィックは在学中はオタクだったが、現在は億万長者の発明家になっており、クイーンにはペギー・スーが選出される。驚いて雰囲気にのまれたペギー・スーは、戴冠式の最中に壇上で気を失ってしまう。
ペギー・スーは目を覚ますが、そこは1960年、彼女が高校3年生の時である。混乱、狼狽したペギー・スーは、両親のいる自宅に帰り、全てが正常であるかのように振る舞うことにする。リチャード・ノーヴィックが自分の状況を解明してくれることを期待し、ペギー・スーは彼に話し掛け、何が起こったかを話す。彼は最初はペギー・スーの話を信じなかったが、彼女が未来について詳しく話すと、信じ始める。ペギー・スーはチャーリーと別れることにする。しかし、友達のパーティーの後、彼女は彼と寝たくなってしまうが、彼はパニックを来してしまい、その前の週末には彼女と寝たがった自分を拒絶したではないかと言う。彼は彼女を家まで送るが、彼女は家には入らず、深夜営業のカフェに行き、そこでいつも彼女が寝たいと思っていた、芸術家肌の孤独な同級生のマイケル・フィッツシモンズに出会う。2人が座ってヘミングウェイやジャック・ケルアックについて話すうちに、彼女は2人に共通点が多いことに気づく。2人は彼のバイクで走りだし、星空の下でセックスをする。
次の夜、ミュージック・バーでマイケルは、ペギーにユタ州に彼ともう1人の女性と一緒に行き、彼が執筆する間、2人の女性が彼を支えるという一夫多妻の関係を結んで欲しいと頼む。彼女は断り、2人で過ごした夜を執筆のインスピレーションにして欲しいと言う。チャーリーがたまたまそのバーで歌っていて、彼女は自分が思っていた以上にチャーリーに魅力があることに気づく。チャーリーはステージから降りて、彼を評価するためにそこにいた音楽エージェントと話すが、エージェントは契約出来ないと言う。
次の日、ペギー・スーはチャーリーに話しかけようとするが、彼はレコード契約を結べなかったことから不機嫌で、彼女に突っかかってくる。彼女はチャーリーに別れたいと言い、自分と周りの人、特にチャーリーの人生を台無しにすることはしたくない、何故なら彼が歌うのを止めたのは彼女が妊娠したからだと告げる。チャーリーは彼女にプロポーズするが、彼女は若くして結婚したり彼の将来を台無しにしたりしたくないと断る。ペギー・スーは自分の18歳の誕生日に祖父母を訪ねる。祖母の心霊力が強いと知り、自分の話をする。祖父は彼女をフリーメーソンのロッジに連れて行き、そこでメンバーは彼女を1985年に戻すための儀式を行う。チャーリーがロッジに侵入して来て、館内の明かりが消えるとペギー・スーを連れて逃げ出し、中にいた全員が儀式が成功したと信じることとなる。
チャーリーは歌うことを止め、家業の10%を譲られたと彼女に告げる。そして彼はプロポーズし、映画の冒頭で彼女が身につけていたロケットペンダントを渡す。彼女はロケットを開け、自分とチャーリーの赤ちゃんの時の写真を見つける。それは彼らの子供たちに似ている。ペギー・スーは、2人がお互いに愛し合っていることに気づく。2人はセックスをし、彼女がまた同じ選択をすることとなる。
ペギー・スーは1985 年の病院で目を覚ます。隣にはチャーリーがいる。チャーリーはペギー・スーに、マイケルが「ペギー・スーと星降る夜に」と献辞を添えて書いた本を見せる (これはペギーが単に夢を見ていたのではなく実際にタイムスリップした可能性があることを示している)。チャーリーは自分の不貞を深く後悔し、彼女とやり直したいと言う。ペギー・スーは祖父が「おばあちゃんのシュトゥルーデルのおかげでこの家族がまとまっていた」と言っていたのを思い出し、チャーリーを夕食に誘い、「シュトゥルーデルを焼いてあげる」と言う。

## キャスト
※括弧内は日本語吹替
- ペギー・スー - キャスリーン・ターナー（戸田恵子）
- チャーリー・ボデル - ニコラス・ケイジ（牛山茂）
- リチャード・ノーヴィック - バリー・ミラー（英語版）（島田敏）
- キャロル・ヒース - キャサリン・ヒックス（高島雅羅）
- マディ・ネーグル - ジョアン・アレン（横尾まり）
- マイケル・フィッツシモンズ - ケヴィン・J・オコナー（堀内賢雄）
- ウォルター・ゲッツ - ジム・キャリー（大塚芳忠）
- デロレス・ドッジ - リサ・ジェーン・パースキー（英語版）（小宮和枝）
- ロザリー・テスタ - ルシンダ・ジェニー（英語版）
- アーサー・ネーグル - ウィル・シュライナー（英語版）（松岡文雄）
- イヴリン・ケルチャー - バーバラ・ハリス（英語版）（大橋芳枝）
- ジャック・ケルチャー - ドン・マレー（嶋俊介）
- ナンシー・ケルチャー - ソフィア・コッポラ（折笠愛）
- エリザベス・アルヴォーグ - モーリン・オサリヴァン
- バーニー・アルヴォーグ - レオン・エイムズ
- スコット・ボデル - ランディ・ボーン
- ベス・ボデル - ヘレン・ハント（岡本麻弥）
- レオ - ジョン・キャラダイン

日本語吹替 - 初回放送1992年2月9日 テレビ朝日『日曜洋画劇場』

## スタッフ
- 監督：フランシス・フォード・コッポラ
- 製作総指揮：バリー・M・オズボーン
- 製作：ポール・R・グリアン
- 脚本：ジェリー・レイクトリング、アーレン・サーナー
- 撮影：ジョーダン・クローネンウェス
- 音楽：ジョン・バリー
- 編集：バリー・マルキン（英語版）
- 美術：ディーン・タブラリス
- 衣装：セオドア・ヴァン・ランクル
- 提供：デルフィ・V・プロダクションズ、トライスター ピクチャーズ、ゾーエトロープ・スタジオ

### 日本語吹替版スタッフ
- 演出：松川陸
- 翻訳：武満眞樹
- 調整：兼子芳博
- 効果：南部満治
- 制作：ニュージャパンフィルム
- 解説：淀川長治
- プロデューサー：圓井一夫

## 評価
レビュー・アグリゲーターのRotten Tomatoesでは31件のレビューで支持率は87%、平均点は6.9/10、批評家の一致した見解は「『ペギー・スーの結婚』は、1980年代のベビーブーマー世代のノスタルジア映画の中のひとつに過ぎないように見えるかもしれないが、キャスリーン・ターナーが素晴らしい演技を見せている主演映画は他にない。」となった。Metacriticでは15件のレビューを基に加重平均値が75/100となった。